# 小行星18127
小行星18127（18127 Denversmith）是一颗绕太阳运转的小行星，为主小行星带小行星。该小行星于2000年7月24日发现。

## 轨道参数
小行星18127的轨道半长轴为2.2935526 UA，离心率为0.170。